# Patricio Arabolaza
Patricio Arabolaza Aranburu (Irun, 17 de março de de 1893 - 12 de março de 1935) foi um futebolista profissional espanhol, medalhista olímpico. Patricio marcou o primeiro gol da Seleção Espanhola de Futebol, em 1920, contra a Dinamarca, na qual ganharam por 1-0.
Patricio Arabolaza Aranburu representou seu país nos Jogos Olímpicos de Verão de 1920, na Antuérpia, ganhando a medalha de prata.